# Monique Wittigová
Monique Wittigová (13. července 1935, Dannemarie – 3. ledna 2003, Tucson) byla francouzská spisovatelka a filozofka. Představitelka materialistického a lesbického feminismu. Zavedla termín „heterosexuální smlouva“. Své sny o násilné lesbickofeministické revoluci ztvárnila ve svém druhém románu Les Guérillères (1969). Její první román L'Opoponax získal Prix Médicis v roce 1964.
Její extrémní verze feminismu budila odpor i uvnitř francouzského feministického hnutí, takže roku 1976 odešla do Spojených států, kde dožila. „Téměř se jim podařilo mě úplně zničit, a ano, vyhnali mě z Paříže,“ komentovala to. V USA vydala v angličtině své nejznámější teoretické dílo The Straight Mind (1992). Zde rozebrala „třídní povahu sexuálního útlaku“. Tvrdila, že „ženy a muži jsou třídou, nikoli pohlavím či genderem“ a útočila na klasický feminismus za to, že „nezpochybňuje heterosexuální dogma.“ Heterosexualita je podle ní „politický režim, který musí být svržen.“ Po jeho svržení „budou zrušeny obě antagonistické třídy, žen i mužů.“ Lesby jsou pro ni avantgardou tohoto třídního boje. Její partnerkou byla filmová režisérka Sande Zeigová.